# WorldPay
WorldPay (anciennement Streamline, puis RBS WorldPay) est un prestataire de services de paiement (PSP), créé en 1989 et spécialisé dans les solutions de paiement sur Internet, notamment par carte bancaire.

## Histoire
L'histoire de WorldPay commence en 1989, sous le nom de Streamline, en tant que prestataire de services de paiement de la National Westminster Bank (NatWest). Après l'acquisition de la NatWest en 2002 par Royal Bank of Scotland Group (RBS), l'entreprise est renommée RBS WorldPay. RBS élargit considérablement ses activités en acquérant et en fusionnant un certain nombre de sociétés de solutions de paiement provenant de différents pays comme PaymentTrust, Bibit basée aux Pays-Bas, RiskGuardian et Lynk aux États-Unis.
En raison des aides reçues par la banque RBS du gouvernement britannique, la maison-mère est tenue par la Commission européenne de vendre, en décembre 2009, un certain nombre d'activités dont WorldPay. Le 6 août 2010, Advent International et Bain Capital acquièrent WorldPay pour 2,7 milliards de dollars. Le Groupe RBS conserve une participation de 20 % dans WorldPay, tandis que Advent International et Bain Capital en détiennent chacun 40 %. La vente est achevée le 1er décembre 2010. RBS WorldPay est alors renommé WorldPay dans le cadre de la transaction. 
Le 21 décembre 2010, presque immédiatement après la vente, WorldPay fait l'acquisition de Cardsave. En mai 2011, Worldpay rachète Envoy Services, un fournisseur de solutions de paiement de commerce électronique, pour un montant non divulgué. En septembre 2013, WorldPay annonce l'acquisition de la société de traitement de paiement américaine Century Payments. En novembre 2013, la Banque Royale d'Écosse annonce la vente de sa participation restante d'environ 20 % dans WorldPay aux sociétés de capital-investissement Advent International et Bain Capital. 
En octobre 2015, après le refus d'être acquis par Ingenico, WorldPay est introduit en bourse dans le cadre d'une introduction en bourse d'un montant de 2,16 milliards de livres sur environ la moitié du capital, les actionnaires Advent et Bain Capital gardant une participation de l'ordre de 49 %. Cette introduction en bourse valorise alors l'entreprise à 4,8 milliards de livres, soit l'équivalent de 7,4 milliards de dollars.
En juillet 2017, Vantiv annonce l'acquisition de WorldPay pour 7,7 milliards de livres, somme qui sera constituée à 85 % d'échanges d'actions,.
En mars 2019, Fidelity National Information Services annonce l'acquisition pour 35 milliards de dollars de Worldpay, nouveau de Vantiv après l'acquisition du premier, acquisition qui s'est terminée en janvier 2019.
En octobre 2022, Worldpay a été reconnu en France judiciairement co-responsable des pertes de victimes d'arnaques au trading. Les justes ont considéré que le groupe avait manqué à ses obligations en coopérant avec des processeurs de paiement dont il ne pouvait pas ignorer qu'ils utilisaient les services de Worldpay dans des opérations de blanchiment d'argent.